# Env
env é um comando Unix. É utilizado para imprimir uma lista de variáveis de ambiente ou para executar outro utilitário num ambiente alterado sem necessidade de modificar o ambiente existente. Utilizando env, as variáveis podem ser alteradas ou removidas.
Na prática, env tem outro uso: serve igualmente para lançar o interpretador correto.

## Exemplos
Limpar o ambiente para um novo shell:
```
env
 
-i
 
/bin/sh

```

Para executar a aplicação xcalc em X Window para que apareça em outro display:
```
env
 
DISPLAY
=
foo.bar:1.0
 
xcalc

```